# Барони Атенрай

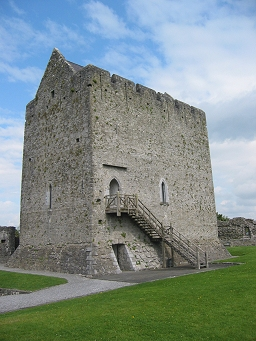
Родовий замок баронів Атернай.

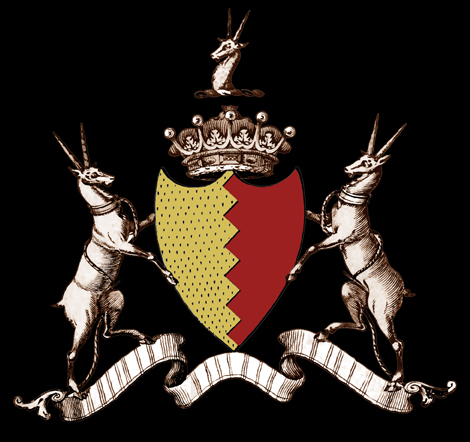
Родовий герб баронів Атернай.

Барони Атенрай (англ. Baron Athenry) — аристократичний титул в Ірландії, один із найдавніших титулів перства Ірландії, що утворилось після англо-норманського завоювання Ірландії. Час створення цього титулу невідомий. Титул належав аристократичному англо-норманському роду де Бермінгем (Бермінґам). Цей титул був присвоєний королем Англії лицарам де Бермінгем, що були родом з Воркса (Англія) в нагороду за їх участь в завоюванні Ірландії в 1172 році. Сер Вільям де Бермінгем та його син Роберт де Бермінгем по різному описують участь Бермінгемів в завоюванні Ірландії, але судячи по всьому після завоювання Ірландії в 1172 році Вільям Бергінгем повернувся до свого дому в Англії, а Роберт Бермінгем лишився в Ірландії і отримав у нагороду землі в Ірландії, зокрема в нинішньому графстві Ґолвей.
Родовий герб баронів Атенрай являє собою норманський щит, що розділений на ліву золоту поцятковану чорним половину і праву червону половину, що розділені ламаною лінією. Щит підтримують дві антилопи, щит увінчує корона.
Лорд Атенрай Пітер Бермінгем був оштрафований за те, що не брав участь в засіданні парламенту Ірландії в 1284 році. У документах 1295 року він фігурує як лорд Атенрай. У 1319 році барони Атенрай отримали титул графів Лаут в нагороду за перемогу над верховним королем Ірландії Едвардом де Брюсом у питві під Фогаром в 1318 році.
Останній барон Атернай і граф Лаут отримав свої титули в 1749 році. Він помер у 1799 році. У нього було три доньки і жодного нащадка чоловічого роду. Рід баронів Атернай та графів Лаут вимер. Хоча нащадки по жіночій лінії претендували на відродження цих титулів. Нащадок молодшого брата Річарда — лорда Атенрай, що помер у 1645 році, заявив у 1827 році, що він є спадкоємцем титулів. Томас Денман — генеральний прокурор Англії та Уельсу погодився, що він є спадкоємцем титулів, але це не визнала Палата Лордів парламенту Об'єднаного Королівства Великої Британії та Ірландії. Претензії Томаса С'юелла — сина старшої дочки графа Лаут Елізабет була теж відхилена на основі того, що ці титули не можуть успадковуватись по жіночій лінії.

## Найбільш відомі барони Атернай
- Роберт де Бермінгем (помер до 1218 р.)
- Пітер де Бермінгем (помер у 1244 р.)
- Мейлер де Бермінгем (1212—1262)
- Пірс де Бермінгем, помер у 1307 р. — І барон Атернай
- Річард I де Бермінгем, помер у 1322 р. — ІІ барон Атернай
- Томас де Бермінгем, помер у 1374 р. — ІІІ барон Атернай
- Вальтер де Бермінгем, помер у 1428 р. — IV барон Атернай
- Томас II де Бермінгем, помер у 1473 р. — V барон Атернай
- Томас III де Бермінгем, помер у 1489 р. — VI барон Атернай
- Мейлер де Бермінгем, помер у 1529 р. — VII барон Атернай
- Джон де Бермінгем, помер у 1547 р. — VIII барон Атернай
- Річард II де Бермінгем, помер у 1580 р. — ІХ барон Атернай
- Едмонд I де Бермінгем (1540—1614) — Х барон Атернай
- Річард III де Бермінгем (1570—1645) — ХІ барон Атернай
- Едмонд II де Бермінгем, зрікся титулів у 1641 р. на користь свого брата
- Френсіс де Бермінгем, помер у 1677 р. — ХІІ барон Атернай
- Едвард де Бермінгем, помер у 1709 р. — ХІІІ барон Атернай
- Франциск II де Бермінгем (1692—1750) — XIV барон Атернай
- Томас IV де Бермінгем (1717—1799) — отримав титул графа Лаут (друга креація) в 1759 році

## Графи Лаут

### Перша креація (1319 року)
- Джон де Бермінгем (пом. 1329 р.) — І граф Лаут
- Річард де Бермінгем (пом. 1322 р.) — лорд Атерді

### Друга креація (1749 року)
- Томас Бермінгем (1717—1799) — І граф Лаут